# Die drei Spinnerinnen

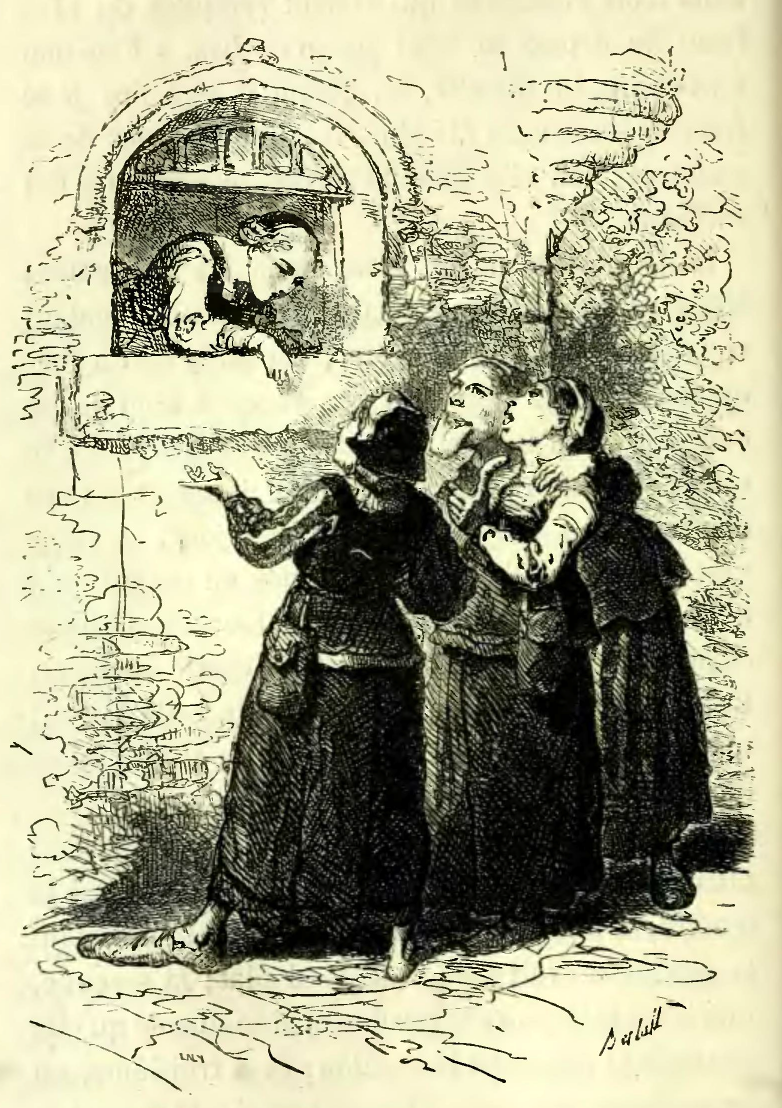
Illustration von Frédéric Baudry

Die drei Spinnerinnen ist ein Märchen (ATU 501). Es steht in den Kinder- und Hausmärchen der Brüder Grimm an Stelle 14 (KHM 14). In der 1. Auflage lautete der Titel Von dem bösen Flachsspinnen.

## Inhalt

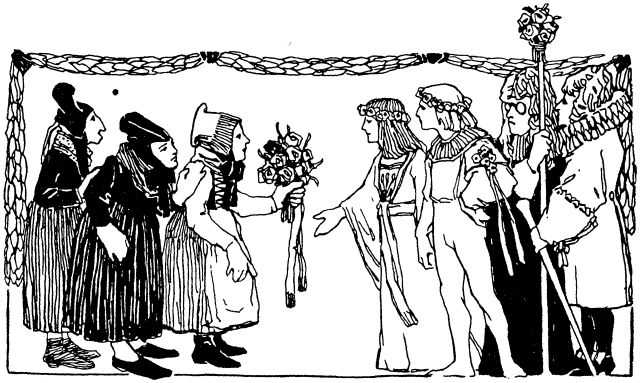
Illustration von Otto Ubbelohde, 1909

Ein faules Mädchen wird von seiner Mutter geschlagen, weil es nicht spinnen will. Die draußen vorbeifahrende Königin hört die Schreie. Aus Scham über die Faulheit der Tochter erzählt die Mutter, sie könne ihre Tochter nicht vom Spinnen abhalten. Da nimmt sie die Königin auf ihr Schloss und zeigt ihr drei Kammern voll Flachs. Wenn sie die zu Garn gesponnen habe, solle sie ihren Sohn heiraten, obwohl sie arm ist. Als sie am dritten Tag wiederkommt, kann sich die Tochter noch entschuldigen, sie habe aus Heimweh noch nicht anfangen können. Dann kommen drei alte Frauen zu ihr, die erste hat einen breiten Plattfuß, die zweite eine große hängende Unterlippe, die dritte einen breiten Daumen. Sie spinnen ihr den Flachs. Dafür soll sie sie zur Hochzeit einladen, es werde ihr Glück sein. Der Prinz reagiert erstaunt über die drei Basen seiner Braut. Als sie erzählen, woher sie ihre Verunstaltungen haben (den Plattfuß vom Treten, die Lippe vom Lecken und den Daumen vom Fäden ziehen), lässt er seine Frau nie wieder spinnen.

## Herkunft

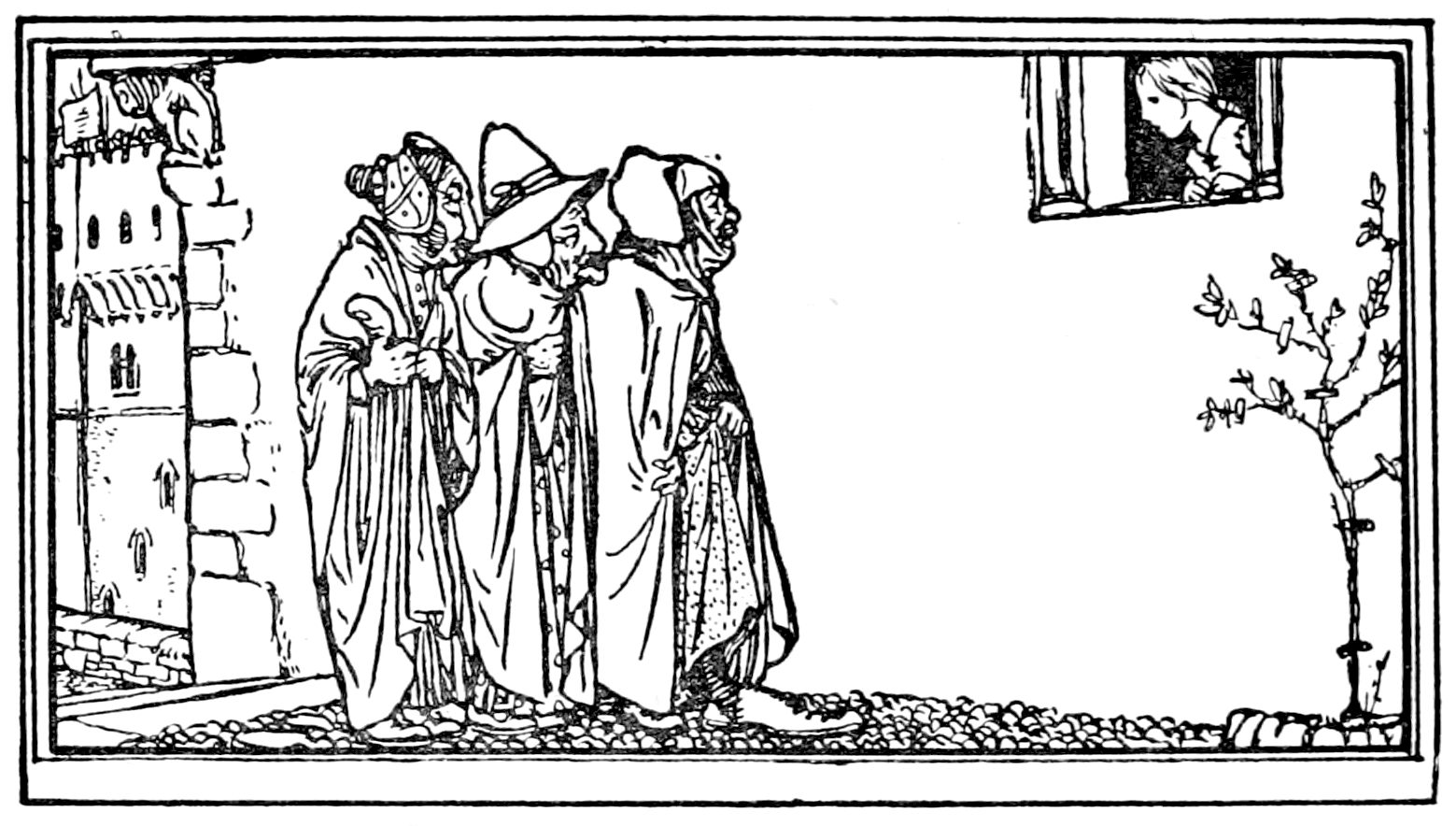
Illustration von Robert Anning Bell, 1912

Grimms Anmerkung verortet den Märchentext ab der 2. Auflage im „Fürstenthum Corvei“ (von Paul Wigand) und geht auf den „hessischen“ (von Jeanette Hassenpflug) ein, der in der 1. Auflage als Von dem bösen Flachsspinnen stand, aus dem auch die Dreizahl und die spezifischen Verunstaltungen der Spinnerinnen beibehalten wurden: Der König verreist und lässt seinen Töchtern viel Flachs da, weil er es so gern hat. Um sie zu retten, lädt die Königin die Missgestalten ein und zeigt sie ihm bei seiner Rückkehr. In Johannes Praetorius’ Der abentheuerliche Glückstopf „S. 404–406“ (1669) ist eine Base breit vom Sitzen, eine hat eine Riesennase, weil sie sich den Mund abgeleckt hat, eine einen platten Daumen vom Fadendrehen. Die Handlung ähnelt Grimmschen. Bei Theodor Pescheck sind es triefende Augen vom Flachsstaub, ein großer Mund und dicke Gestalt. Grimms nennen noch eine Stelle in Karl Müllenhoffs Sagen, Märchen und Lieder der Herzogthümer Schleswig, Holstein und Lauenburg (1845), „Nr. 8“, norwegisch bei Asbjörnsen „S. 69“, schwedisch bei Cavallius „S. 214“, zur Einleitung „Ricdiu-Ricdon der Mlle l’Heritier“, im Pentameron 4,4 Le sette catenelle.
Hans-Jörg Uther zufolge war besagter Praetorius im deutschen Sprachraum der erste, der den Stoff verwandte, wobei das Spinnen als schwere Arbeit vermittelt wird, die von jeder Frau verlangt wird, die Helferinnen sind dämonisch gedacht. Jacob Grimm kannte diese Fassung, in Altdeutsche Wälder 3 verglich er 1816 die drei Parzen. In Fassungen nach Grimm sucht einfach die Königin dem Sohn eine fleißige Frau. Lutz Röhrich nennt das Märchen als Beispiel für realistisch dörfliche Heiratsbedingungen. Wie Walter Scherf findet, kann man sich die Zuhörer gut als Spinnstubengesellschaft denken, mitleidig und schadenfroh dem Los ihrer Genossin und der Pointe auf Kosten der gar zu haushälterischen Königsmutter folgend. Die faule Heldin und ihre Helferinnen könne man, in schwankhafter Spiegelung zu Rumpelstilzchen (AaTh 500), auch zu Schwänken von gefoppten Freiern (AaTh 1450–1974) zählen.
L. G. Barag vermerkte in seinem Werk Belorussische Volksmärchen, dass das Märchen zuerst in den germanischen Ländern Nordeuropas Verbreitung fand und später auch bei den slawischen und romanischen Völkern bekannt wurde.
Zu faulen und fleißigen Spinnerinnen vgl. KHM 24 Frau Holle, KHM 55 Rumpelstilzchen, KHM 128 Die faule Spinnerin, KHM 156 Die Schlickerlinge, KHM 188 Spindel, Weberschiffchen und Nadel, ferner KHM 49 Die sechs Schwäne, KHM 181 Die Nixe im Teich. Die Handlung ähnelt Die sieben Schwarten in Giambattista Basiles Pentameron IV,4. Man denke auch an die drei Moiren aus der griechischen Mythologie, die dem Einzelnen sein Schicksal zumessen. Drei solche Hexen gibt es auch in Duurn’nroesken in Ulrich Jahns Volksmärchen aus Pommern und Rügen, Nr. 41. Die englischsprachige Wikipedia nennt weitere Varianten.

## Rezeptionen, Deutungen

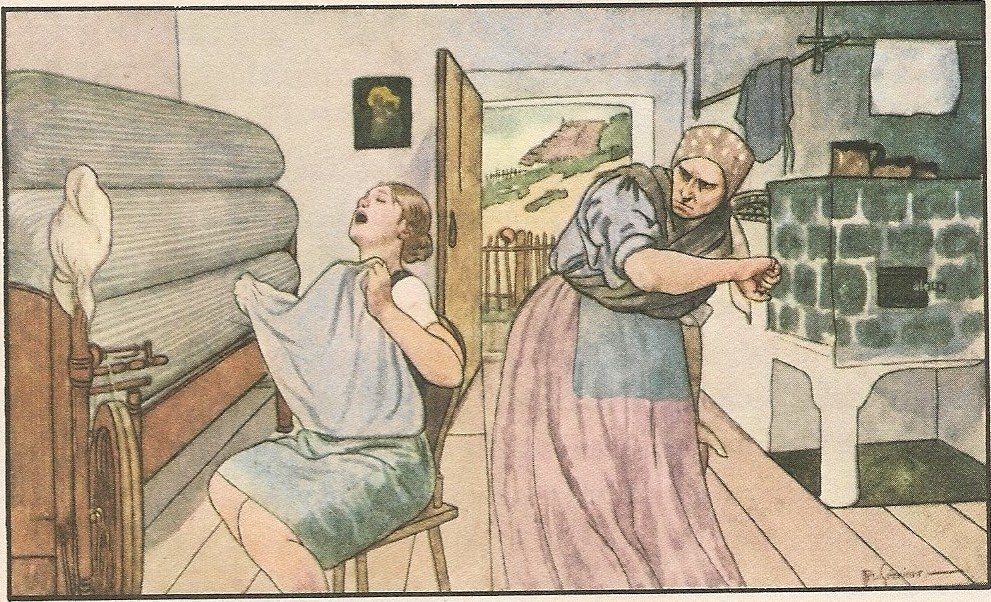
Illustration von Artuš Scheiner, 1925–1926

Ein Theaterstück von Franz Bauer wurde 1944 uraufgeführt.
Homöopathen verglichen das Märchen mit dem Arzneimittelbild von Aranea diadema.

## Opernvertonung
Der Komponist Gregor A. Mayrhofer komponierte eine gleichnamige Kinderoper über den Stoff (Libretto: Klaus Angermann) im Auftrag der Staatsoper Hannover, welche 2018 uraufgeführt wurde.